# Jim Fitzpatrick
James "Jim" Fitzpatrick (Newgrange, 19??) é um artista plástico irlandês radicado nos EUA. A principal marca e do trabalho do artista, são as pinturas de figuras históricas e mitológicas no estilo da arte céltica. Seu trabalho mais conhecido é a imagem mundialmente popular de Che Guevara, com uma pintura em monotipia a partir de uma foto em preto-e-branco original de Alberto Korda. Fitzpatrick colocou a imagem sob livre direitos de reprodução (sendo, por isso, um dos pioneiros do copyleft).